# Comté d'Overton
Le comté d'Overton est un comté de l'État du Tennessee, aux États-Unis fondé en 1806.